# Valdoie
Valdoie (deutsch früher Wedau) ist eine französische Gemeinde mit 5193 Einwohnern (Stand: 1. Januar 2022) im Territoire de Belfort in der Region Bourgogne-Franche-Comté. Das Bureau centralisateur des gleichnamigen Kantons befindet sich in der Gemeinde. Die Bewohner werden Valdoyens und Valdoyennes genannt.
Die Gemeinde erhielt 2023 die Auszeichnung „Zwei Blumen“, die vom Conseil national des villes et villages fleuris (CNVVF) im Rahmen des jährlichen Wettbewerbs der blumengeschmückten Städte und Dörfer verliehen wird.

## Geographie
Valdoie liegt auf 377 m Höhe, etwa vier Kilometer nördlich der Stadt Belfort (Luftlinie). Die größte Agglomerationsgemeinde von Belfort erstreckt sich im Vorland der Vogesen, beidseits der Savoureuse, die hier vom Becken von Giromagny durch eine Engstelle zwischen den Hügeln der Montagne de Salbert (im Westen) und der Forêt de Roppe (im Osten) in das Gebiet der Burgundischen Pforte hinaustritt.
Die Fläche des 4,66 km² großen Gemeindegebiets umfasst einen Abschnitt im nördlichen Bereich der Burgundischen Pforte (Trouée de Belfort). Der zentrale Teil des Gebietes wird von der rund ein Kilometer breiten Talebene der Savoureuse eingenommen, die durchschnittlich auf 370 m liegt. Sie wird von der Savoureuse, die unterhalb des Ortskerns die Rosemontoise aufnimmt, von Nordwesten nach Südosten durchquert. Nach Westen reicht der Gemeindeboden bis an den Fuß der Montagne de Salbert, nach Norden in die Ebene des Beckens von Giromagny. Im Osten erstreckt sich das Gemeindeareal in die hügelige, dicht bewaldete Landschaft der Forêt de Roppe und der Forêt d’Arsot. Hier wird mit 438 m die höchste Erhebung von Valdoie erreicht. In einem Seitentälchen der Rosemontoise befinden sich mehrere Weiher, die einst für die Fischzucht angelegt wurden.
Nachbargemeinden von Valdoie sind Sermamagny und Éloie im Norden, Offemont im Osten, Belfort im Süden und Westen sowie Évette-Salbert im Westen.

## Geschichte
Valdoie entstand vermutlich im 11. Jahrhundert an einer Furt der Savoureuse. Frühe Namen der Ortschaft sind Vaydoie, Waido, Val d’Oye und Valdoye. Der Ortsname wird etymologisch als vadum (lateinisch für Furt) und oye (keltisch für Wasser, Fluss; Oye war die frühere Bezeichnung der Savoureuse) gedeutet. Zunächst im Einflussbereich der Grafen von Montbéliard stehend, gehörte Valdoie zur Herrschaft Rosemont. Diese gelangte Mitte des 14. Jahrhunderts unter die Oberhoheit der Habsburger. Zusammen mit dem Sundgau kam das Dorf mit dem Westfälischen Frieden 1648 an die französische Krone. Seit 1793 gehörte Valdoie zum Département Haut-Rhin, verblieb jedoch nach dem Deutsch-Französischen Krieg 1871 als Teil des arrondissement subsistant du Haut-Rhin im Gegensatz zum restlichen Elsass bei Frankreich.
Im Verlauf des 19. Jahrhunderts begann die Industrialisierung der am Nordrand von Belfort liegenden Ortschaft. Von Bedeutung waren vor allem die metallverarbeitende Industrie (Page, seit 1852) und die Textilindustrie (Dollfus und Noack, 1898). Mit dem Bau der Eisenbahnstrecke von Belfort nach Vesoul wurde Valdoie an das französische Eisenbahnnetz angebunden. Seit 1973 war Valdoie Mitglied der Agglomeration Belfort, aus der 1999 der Gemeindeverband Communauté d’Agglomération Belfortaine entstand, der wiederum 2017 in die Grand Belfort Communauté d’Agglomération aufging.

## Sehenswürdigkeiten
Die heutige Kirche Saint-Joseph wurde zu Beginn des 20. Jahrhunderts an der Stelle eines Gotteshauses von 1780 errichtet. An die Epoche der Industrialisierung im 19. Jahrhundert erinnern verschiedene Gebäude und Fabrikareale aus dieser Zeit.

Kirche Saint-Joseph
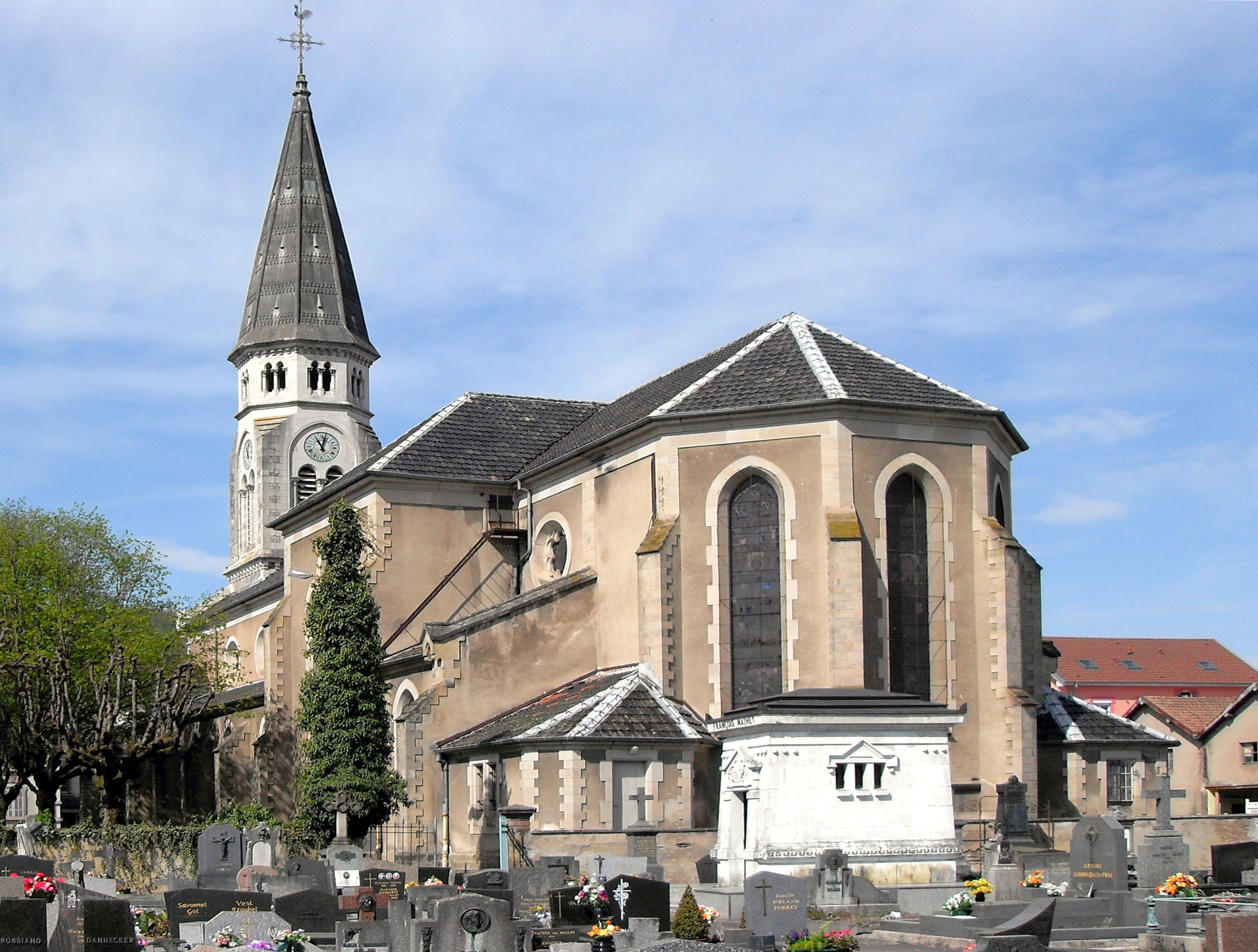
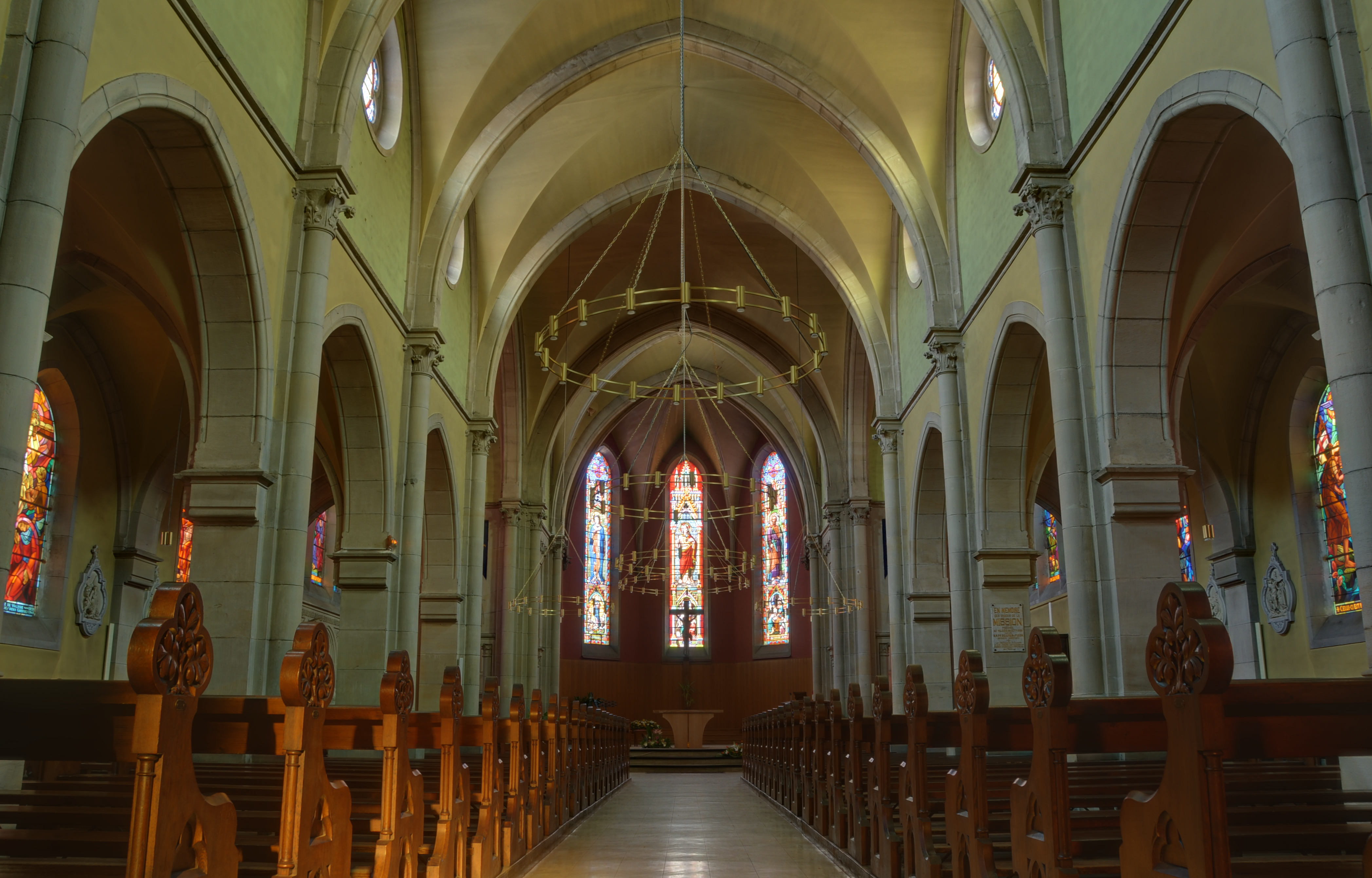
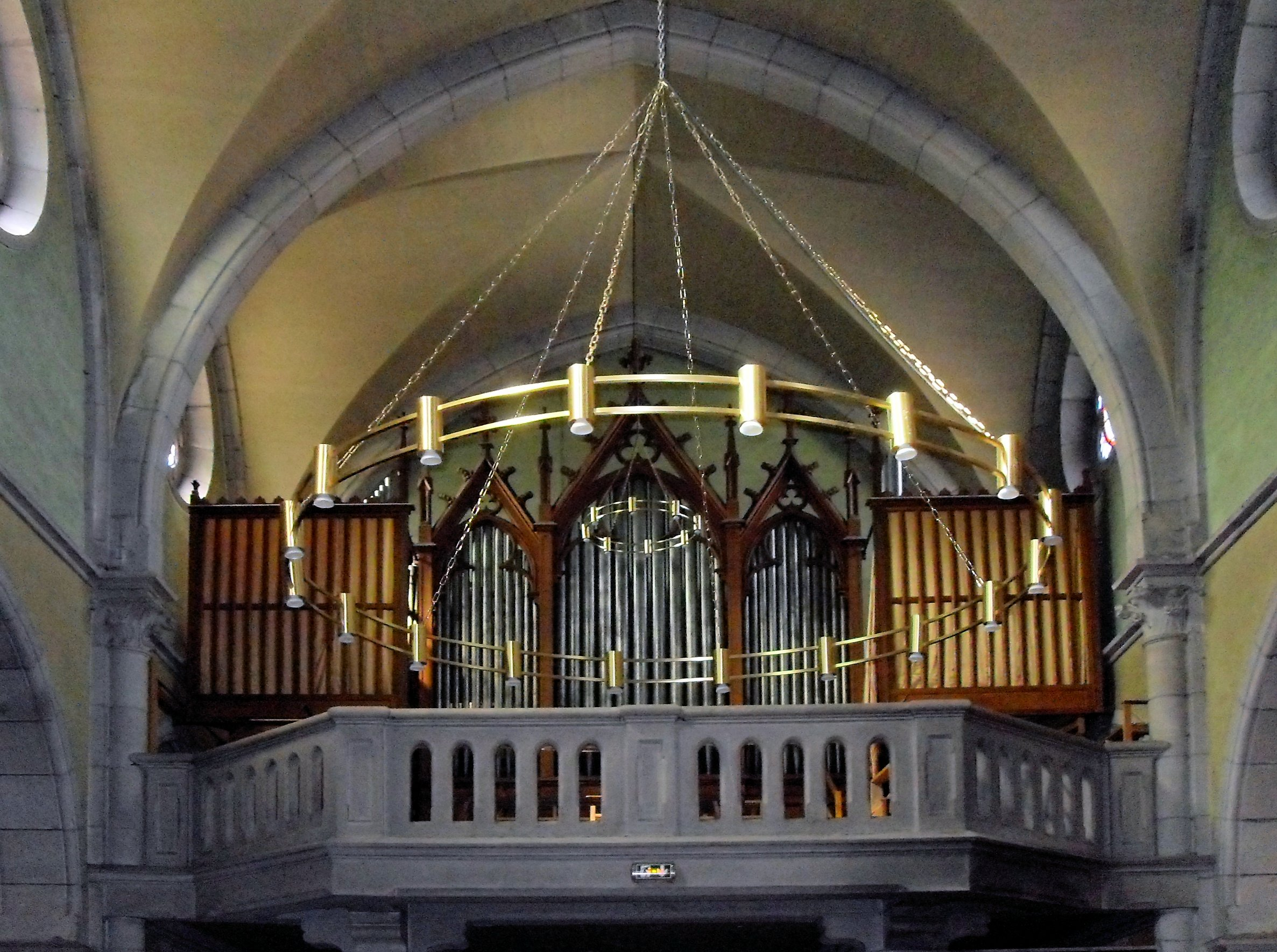

## Bevölkerung
| Valdoie: Einwohnerzahlen von 1793 bis 2016                                                                                 | Valdoie: Einwohnerzahlen von 1793 bis 2016 | Valdoie: Einwohnerzahlen von 1793 bis 2016 | Valdoie: Einwohnerzahlen von 1793 bis 2016 | Valdoie: Einwohnerzahlen von 1793 bis 2016 |
| --- | ------------------------------------------ | ------------------------------------------ | ------------------------------------------ | ------------------------------------------ |
| Jahr |                                            |                                            |                                            | Einwohner                                  |
| 1793 | 1793                                       |                                            | 301                                        | 301                                        |
| 1800 | 1800                                       |                                            | 272                                        | 272                                        |
| 1806 | 1806                                       |                                            | 281                                        | 281                                        |
| 1821 | 1821                                       |                                            | 328                                        | 328                                        |
| 1831 | 1831                                       |                                            | 387                                        | 387                                        |
| 1836 | 1836                                       |                                            | 413                                        | 413                                        |
| 1841 | 1841                                       |                                            | 385                                        | 385                                        |
| 1846 | 1846                                       |                                            | 416                                        | 416                                        |
| 1851 | 1851                                       |                                            | 428                                        | 428                                        |
| 1856 | 1856                                       |                                            | 433                                        | 433                                        |
| 1861 | 1861                                       |                                            | 522                                        | 522                                        |
| 1866 | 1866                                       |                                            | 537                                        | 537                                        |
| 1872 | 1872                                       |                                            | 523                                        | 523                                        |
| 1876 | 1876                                       |                                            | 732                                        | 732                                        |
| 1881 | 1881                                       |                                            | 1.156                                      | 1.156                                      |
| 1886 | 1886                                       |                                            | 1.371                                      | 1.371                                      |
| 1891 | 1891                                       |                                            | 1.665                                      | 1.665                                      |
| 1896 | 1896                                       |                                            | 1.985                                      | 1.985                                      |
| 1901 | 1901                                       |                                            | 2.575                                      | 2.575                                      |
| 1906 | 1906                                       |                                            | 2.725                                      | 2.725                                      |
| 1911 | 1911                                       |                                            | 3.166                                      | 3.166                                      |
| 1921 | 1921                                       |                                            | 3.121                                      | 3.121                                      |
| 1926 | 1926                                       |                                            | 3.266                                      | 3.266                                      |
| 1931 | 1931                                       |                                            | 3.580                                      | 3.580                                      |
| 1936 | 1936                                       |                                            | 3.380                                      | 3.380                                      |
| 1946 | 1946                                       |                                            | 3.295                                      | 3.295                                      |
| 1954 | 1954                                       |                                            | 3.538                                      | 3.538                                      |
| 1962 | 1962                                       |                                            | 3.986                                      | 3.986                                      |
| 1968 | 1968                                       |                                            | 3.983                                      | 3.983                                      |
| 1975 | 1975                                       |                                            | 4.466                                      | 4.466                                      |
| 1982 | 1982                                       |                                            | 4.572                                      | 4.572                                      |
| 1990 | 1990                                       |                                            | 4.314                                      | 4.314                                      |
| 1999 | 1999                                       |                                            | 4.843                                      | 4.843                                      |
| 2006 | 2006                                       |                                            | 5.000                                      | 5.000                                      |
| 2011 | 2011                                       |                                            | 5.233                                      | 5.233                                      |
| 2016 | 2016                                       |                                            | 5.340                                      | 5.340                                      |
| Quelle(n): EHESS/Cassini bis 1999, INSEE ab 2006 Anmerkung(en): Ab 1962 offizielle Zahlen ohne Einwohner mit Zweitwohnsitz |                                            |                                            |                                            |                                            |

Mit 5193 Einwohnern (1. Januar 2022) gehört Valdoie zu den großen Gemeinden des Département Territoire de Belfort. Das Bevölkerungswachstum von Valdoie erfolgte in mehreren Schüben. Besonders hohe Zuwachsraten wurden von 1871 bis 1911 verzeichnet, als sich die Einwohnerzahl versechsfachte. Nach einer längeren Stagnationsperiode in der ersten Hälfte des 20. Jahrhunderts stieg die Einwohnerzahl von 1950 bis 1975 erneut deutlich an. Wieder folgte eine Zeit der Stagnation beziehungsweise des leichten Rückgangs, bevor in den 1990er Jahren wieder eine klare Zunahme einsetzte. Heute ist das Siedlungsgebiet von Valdoie mit denjenigen von Belfort und Offemont beinahe lückenlos zusammengewachsen.

## Wirtschaft und Infrastruktur

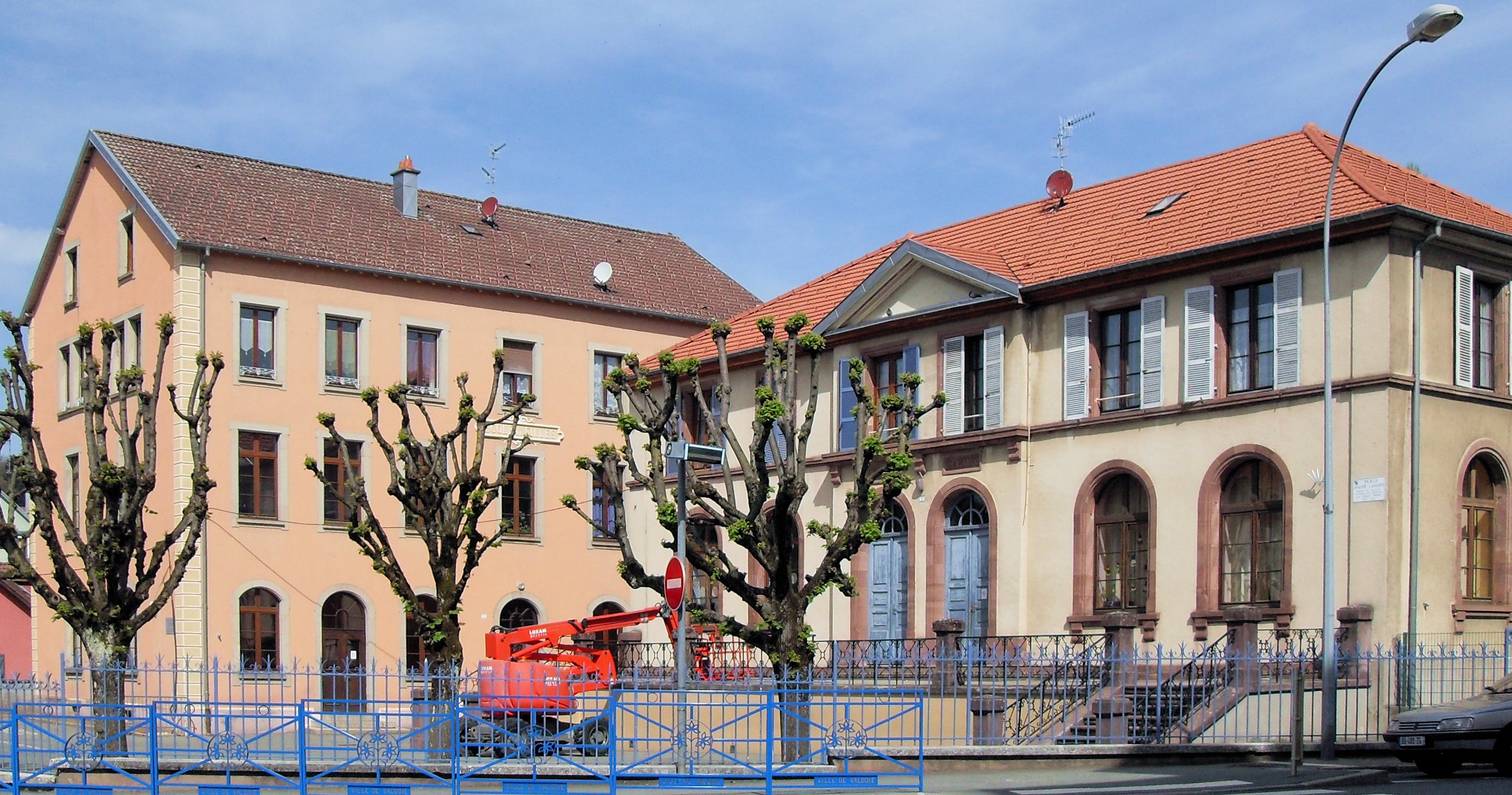
Grundschule „Kiffel-Chenier“

Seit Mitte des 19. Jahrhunderts entwickelte sich Valdoie zu einer industriell geprägten Gemeinde. Heute sind in der Gemeinde zahlreiche Betriebe des Klein- und Mittelgewerbes ansässig, wobei metallverarbeitende Industrie, Textil- und chemische Industrie, Elektrotechnik, das Baugewerbe und das Druckereiwesen die bedeutendsten Branchen bilden. Ferner gibt es einen großen Supermarkt sowie viele weitere Geschäfte des Einzelhandels für den täglichen Bedarf. Viele Erwerbstätige sind auch Pendler, die in den anderen Gemeinden der Agglomerationen Belfort und Montbéliard ihrer Arbeit nachgehen. Valdoie ist Standort von Vor- und Grundschulen, einer privaten Montessori-Schule, dem Collège „René Goscinny“ und einer landwirtschaftlichen Schule. Die Mennoniten betreiben ein Heim zur Betreuung von Behinderten, Kindern in Schwierigkeiten und alten Menschen.
Die Ortschaft ist verkehrstechnisch gut erschlossen. Sie liegt an der Departementsstraße D465 (frühere Route nationale 465), die von Belfort nach Giromagny führt. Der nächste Anschluss an die Autobahn A36 befindet sich in einer Entfernung von ungefähr fünf Kilometern. Weitere Straßenverbindungen bestehen mit Évette-Salbert, Éloie und Offemont. Mit Belfort ist Valdoie durch eine Buslinie verbunden. Die Gemeinde hatte einen Bahnhof an der Bahnstrecke Paris–Mulhouse.

## Gemeindepartnerschaften
Valdoie pflegt partnerschaftliche Beziehungen mit den Gemeinden Blumberg in Baden-Württemberg und Vipalogho in Burkina Faso.